# Bramki Ukazowe
Bramki Ukazowe – część wsi Bramki w Polsce, położona w województwie mazowieckim, w powiecie warszawskim zachodnim, w gminie Błonie. 
Dawnej Bramki Ukazowe stanowiły odrębną gromadę w gminie Pass.
W latach 1975 – 1998 miejscowość administracyjnie należała do województwa warszawskiego.